# Cheiloneurus cyanonotus
Cheiloneurus cyanonotus är en stekelart som beskrevs av James Waterston 1917. Cheiloneurus cyanonotus ingår i släktet Cheiloneurus och familjen sköldlussteklar. Inga underarter finns listade i Catalogue of Life.